# Rick Mercer
Rick Mercer, né le 17 octobre 1969 à Saint-Jean, est un humoriste, producteur et présentateur de télévision canadien. Il présente et anime l'émission télévisée The Rick Mercer Report.

## Filmographie
- 2013 : L'Extravagant voyage du jeune et prodigieux T.S. Spivet de Jean-Pierre Jeunet : Roy